# 쓰치자키미나토정
쓰치자키미나토정(土崎港町)은 아키타현 아키타시 북부에 있는 지역으로, 단순히 '쓰치자키(土崎)'라고도 불린다. 도사키항기타 1초메 - 7초메, 도사키항쥬오 1초메 - 7초메, 도사키항니시 1초메 - 5초메, 도사키항히가시 1초메 - 4초메, 도사키항미나미 1초메 - 3초메, 도사키항 고쿠보정과 주거지 표시 미실시 도사키항 고쿠라초, 도사키항 시모하마초, 도사키항 상염초, 도사키항 후루카와초가 있다. 인구는 19,975명(현재의 주민기본대장 인구조사는 2020년 10월 1일 기준)이다. 
이후 본 항목에서는 도치자키로 표기하며, 1941년 4월 1일에 아키타시에 편입된 구 미나미아키타군 도치자키항, 데바국 아키타군 도치자키 미나토와 그 주변부에 대해서도 함께 설명한다. 

## 지리
아키타시 중심부에서 북서쪽으로 약 7km 떨어진 곳에 위치하고 있으며, 시내에서 비교적 인구가 많은 지역이다. 주로 주택가이며, 아키타시북부시민 서비스센터가 있다. 또한 중요 항만인 아키타항을 품고 있으며, 중심에는 JR 오우본선 쓰치사키역(아키타역에서 북쪽으로 2정거장)과 쓰치사키 신묘사가 있고, 서쪽에는 세리온(아키타시 포트타워), 중심부에서 남동쪽으로는 JR 동일본의 아키타 종합차량센터(구 명칭: 쓰치사키 공장)가 있다. 동쪽에는 육상자위대 아키타 주둔지가 인접해 있다. 동쪽은 쇼군노, 서쪽은 아키타 운하를 사이에 두고 무카이하마, 남쪽은 데라우치, 북쪽은 이이지마에 접해 있다.
관공서의 출자기관이 아키타시 중심부 외에 많이 위치해 있어 현재는 아키타시의 부도심적 역할도 크다. 역사적으로는 데바국의 도심적 지위가 길었다.
매년 7월에는 도치사키 신묘사의 제례이자 국가 중요무형민속문화재로 지정된 웅장한 축제인 '도치사키 신묘사 제례'(도치사키항 히키야마 축제)가 개최된다. 

## 역사
쓰치자키는 오모노강 하구(현재는 아키타 운하)에 위치한 항구도시이다. 원래는 헤이안 시대의 에조토벌군이 거점으로 삼은 아키타성에 물자를 보급하는 항구였다. 이를 바탕으로 예로부터 해운으로 번창했으며, 무로마치 시대에는 바다의 호족이라고도 불리는 안도씨가 미나토성을 쌓아 미쓰칠항(三津七港)의 하나로 꼽혔고, 에도시대에는 사타케무사쿠요다번(佐竹氏久保田藩)의 번항이자 기타마에선의 기항지이기도 했다. 츠치사키 지구의 주소는 '아키타시 쓰치사키항 ○○'인데, 이는 1889년(메이지 22년) 정령 시행 당시 쓰치사키 항구 마을로 등록되어 있었던 데서 유래한다. 현재의 아키타항은 당시 쓰치사키항과 그 주변에 건설되었다.
메이지 이후 아키타시와 그 주변에서는 유전 개발이 진행되었다. 쇼와 시대 전반에는 특히 하치바시 유전의 산유량이 많아 아키타에서만 국내 산유량의 70% 이상을 자랑했다. 그래서 하치바시와 가깝고 철도나 선박으로 수송이 가능한 쓰치사키에는 대규모 정유소가 즐비하게 들어섰다. 태평양전쟁 말기인 1945년(쇼와 20년) 8월 14일, 100대 이상의 B-29가 이 정유소 파괴를 목적으로 한 공습을 받아 쓰치사키 지역을 포함해 250명 이상의 사망자를 냈다. 이는 태평양전쟁 마지막 공습으로 여겨지는 7개 도시에 대한 공습 중 하나이다. 야쓰하시 유전은 전후에도 개발이 계속되어 쇼와 30년대에 전성기를 맞이했지만, 현재 연간 생산량은 전성기의 10분의 1 이하로 떨어졌다. 츠치사키에 있던 정유소는 아키타항에 대형 유조선이 접안할 수 없는 점, 소비지로부터 멀리 떨어져 있는 점 등의 이유로 폐지되었다.
츠치사키 항구는 전쟁 중이던 1941년 4월 1일에 아키타시에 편입되었고, 전후에는 택지 개발이 진행되었다. 특히 국도 5호(다이쇼 국도. 현재는 시도로서 구국도라고 불린다)의 바이패스로서 개설된 츠치사키 - 산노를 통과하는 편도 2차선의 아키타텐노선은 택지개발과 함께 아키타의 대동맥 도로가 되었다. 또한 현재는 바다 쪽에 바이패스가 지나고 있으며, 그 쪽이 국도 7호선이 되어 있다.
현재의 쓰치자키항 지구는 주거지 표시 실시 후의 마을 이름을 기초로 하고 있기 때문에, 구 쓰치자키항 마을 전역을 포괄하고 있지만, 다른 지역이었던 지역도 포함하고 있다.
- 1889년 4월 1일 - 정촌제 시행에 수반해 쓰치자키미나토 19초를 비릇한 아이소메닛타촌이 합병해 쓰치자키미나토정이 성립하였다.
- 1941년 4월 1일 - 아키타시에 편입되었다. 동시에 항만 명칭을 쓰치사키항에서 아키타항으로 개칭하였다.

## 교통

### 철도
- 동일본 여객철도
  - 오우 본선

### 도로
- 아키타 자동차도
- 국도 7호선
- 국도 101호선